# Пішколт (комуна)
Пішколт (рум. Pișcolt) — комуна у повіті Сату-Маре в Румунії. До складу комуни входять такі села (дані про населення за 2002 рік):
- Пішколт (2284 особи) — адміністративний центр комуни
- Ресігя (469 осіб)
- Скерішоара-Ноуе (510 осіб)

Комуна розташована на відстані 456 км на північний захід від Бухареста, 49 км на південний захід від Сату-Маре, 132 км на північний захід від Клуж-Напоки.

## Населення
За даними перепису населення 2002 року у комуні проживали 3263 особи.
Національний склад населення комуни:
| Національність | Кількість осіб | Відсоток |
| -------------- | -------------- | -------- |
| румуни         | 2020           | 61,9%    |
| угорці         | 796            | 24,4%    |
| цигани         | 433            | 13,3%    |
| німці          | 10             | 0,3%     |
| українці       | 4              | 0,1%     |

Рідною мовою назвали:
| Мова      | Кількість осіб | Відсоток |
| --------- | -------------- | -------- |
| румунська | 2045           | 62,7%    |
| угорська  | 1210           | 37,1%    |
| німецька  | 5              | 0,2%     |
| циганська | 3              | 0,1%     |

Склад населення комуни за віросповіданням:
| Релігія        | Кількість осіб | Відсоток |
| -------------- | -------------- | -------- |
| православні    | 2066           | 63,3%    |
| реформати      | 762            | 23,4%    |
| римо-католики  | 258            | 7,9%     |
| греко-католики | 139            | 4,3%     |
| п'ятдесятники  | 34             | 1,0%     |
| баптисти       | 1              | < 0,1%   |